# 埃德尔 (葡萄牙足球运动员)
埃德尔齐托·安东尼奥·马塞多·洛佩斯（葡萄牙語：Éderzito António Macedo Lopes，ComM，1987年12月22日—），通常称为埃德尔（葡萄牙語：Éder），葡萄牙职业足球运动员。司职前鋒。
2008年埃德尔在科英布拉大学开始职业生涯，四年后加盟布拉加。在七个葡萄牙足球超级联赛赛季中，他总共出场143次，打进38球。
埃德尔从2012年起是葡萄牙国家足球队的一员，他参加了2014年世界杯和2016年欧洲杯。在2016年欧洲杯决赛中，他替补上场，加时阶段打入全场唯一进球，协助葡萄牙队夺冠。

## 俱乐部生涯

### 早年
埃德尔出生于几内亚比绍首都比绍，童年时迁居至葡萄牙，并于11岁开始其足球生涯，为科英布拉区的阿德米亚体育文化会效力。其成年生涯自奥利韦拉杜奥什皮塔尔足球俱乐部及杜列辛斯足球俱乐部开始，其中后者为科英布拉大学乙级联赛的二队。

### 科英布拉大学
2008年8月24日，埃德尔代表科英布拉大学在葡萄牙足球超级联赛上演首秀；该场比赛大学以0–1客负于阿马多拉之星。在赛季收尾阶段同拿华的比赛中他打入俱乐部首球，扳平场上比分，并帮助大学最终3–1获胜。
2010年5月2日，埃德尔在同国民体育的比赛中几乎打入锁定胜局的入球，但客队最终在第90分钟将比分扳为3–3。次年9月12日在科英布拉与同一对手交战，他打入两球，大学队以4–0大胜。埃德尔于全赛季出场16次，打入5球，并帮助球队在葡萄牙杯决赛中击败里斯本竞技，夺得自1939年来的首个冠军；但埃德尔本人由于受到其他俱乐部追逐，数周内未能参加训练，由此被俱乐部内部禁赛，仅参加了葡萄牙杯开局阶段的比赛。

### 布拉加
2012年夏，埃德尔加盟布拉加竞技俱乐部，签约四年。9月2日他代表球队首次出战，球队于客场0–2负于费雷拉柏高斯。同月他打入两球，帮助布拉加主场4–1击败里奥艾维，主场4–4战平欧汉尼斯。
2012年11月30日，在葡萄牙杯第五轮同波尔图的比赛中，埃德尔打入制胜进球，帮助球队2–1取胜晋级四分之一决赛。2013年1月6日，在同莫雷伦斯的联赛比赛中，他在下半场开场阶段打入全场唯一进球；而在2月23日他在与吉马良斯维多利亚的地区德比中上下半场各入一球，帮助球队主场3–2取胜。但在3月初埃德尔撕裂韧带，由此错过了赛季剩余的比赛。
2015年5月31日，在同里斯本竞技的葡萄牙杯决赛中，塞德里克·苏亚雷斯在禁区内犯规被红牌罚下，埃德尔打入点球帮助球队取得领先，但比赛最终2–2收尾，点球大战中埃德尔罚失，布拉加最终告负。

### 斯旺西/里尔
2015年6月28日，英格兰足球超级联赛斯旺西城俱乐部以近500万英镑转会费签约埃德尔，合同为期三年。8月8日埃德尔上演首秀，最后11分钟替换巴费蒂姆比·戈米出场，斯旺西最终2–2客场战平卫冕冠军切尔西。
此后15场正式比赛埃德尔未能进球，并仅首发四场，由此在下半赛季他以租借身份加盟法国里尔俱乐部。2016年2月3日他首次代表里尔出战，半场替下雅辛·本齐亚，里尔最终主场1–0击败卡昂马莱伯。四天之后他打入俱乐部首球，但里尔最终1–1主场战平雷恩。
2016年4月23日，埃德尔在法国杯决赛中打满全场，但里尔最终以1–2负于巴黎圣日耳曼。球队最终获得联赛第五名，取得参加下赛季欧洲联赛资格。5月24日，埃德尔正式永久转会里尔，签约四年。

## 技术特点
埃德尔身材高大，擅于接高球，射门能力也很出色。

## 国家队生涯

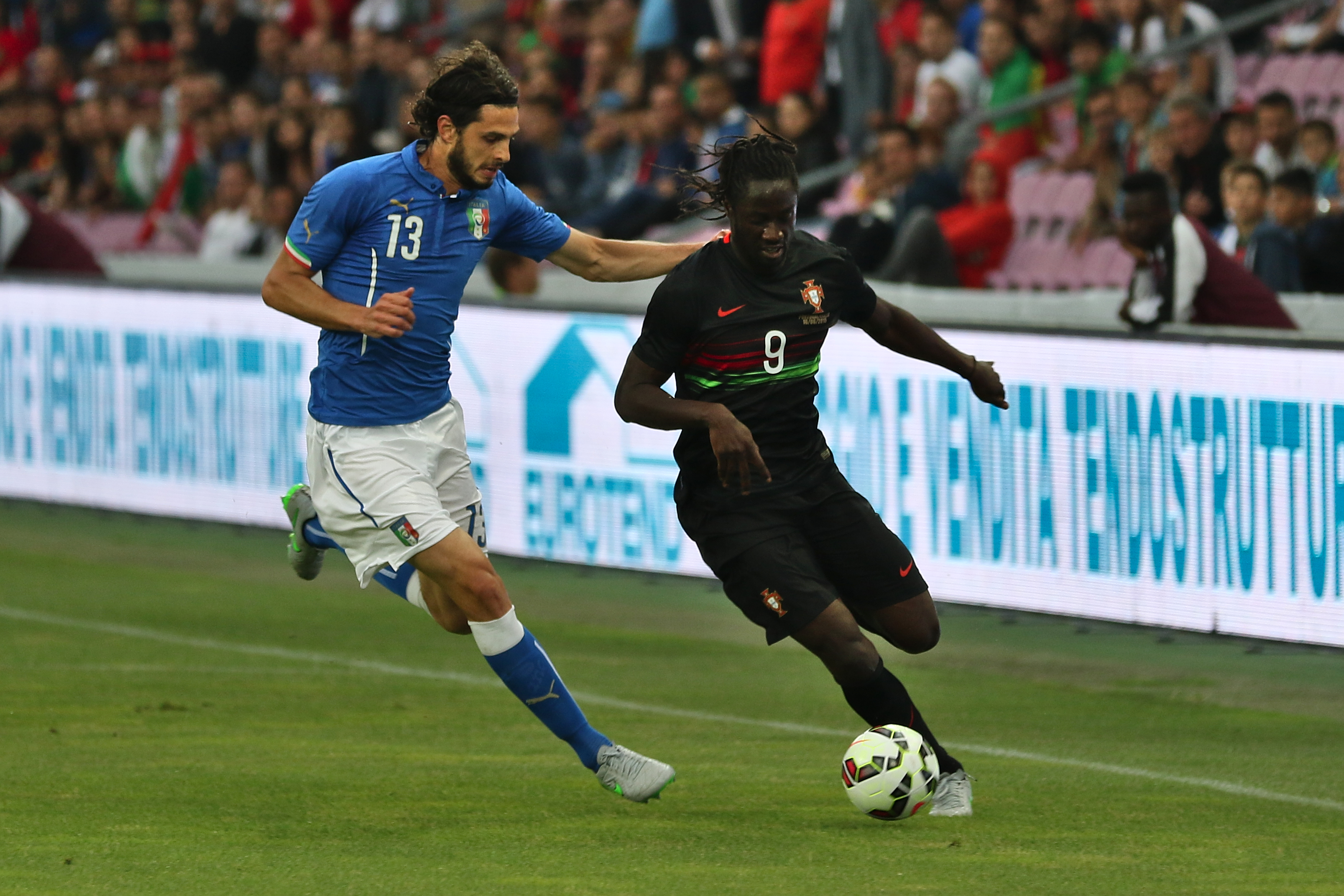
2015年6月，埃德尔在同意大利的友谊赛中同安德雷亚·拉诺基亚争夺球权

艾德尔选择代表葡萄牙国家足球队出战国际赛事。由于代表布拉加表现出色，埃德尔于2012年8月被召入国家队，但在9月7日2014年世界杯外围赛同卢森堡的比赛中未能登场；葡萄牙客场2–1取胜。四天之后埃德尔在外围赛中上演国家队首秀，比赛最后时刻替换波斯蒂加出场，葡萄牙主场最终3–0击败阿塞拜疆。
2014年5月19日，埃德尔入选参加在巴西举行的世界杯决赛阶段最终23人大名单。6月16日他上演世界杯首秀，在小组赛上半场换下受伤的乌戈·阿尔梅达，但葡萄牙最终0–4惨败于德国。在第二场同美国的比赛中，波斯蒂加受伤，埃德尔再次更替出场，比赛最终比分为2–2。
2015年6月16日，在日内瓦体育场同意大利的友谊赛中，埃德尔第18次代表葡萄牙出场，打入全场唯一进球，帮助葡萄牙取胜。埃德尔入选费尔南多·桑托斯的2016年欧洲足球锦标赛国家队名单，三次替补出场，并在同东道主法国的决赛加时阶段打入全场唯一进球，帮助葡萄牙捧得欧洲杯。

## 生涯数据

### 俱乐部
最後更新：2016年5月15日
| 俱乐部       | 赛季     | 联赛               | 联赛 | 联赛 | 杯赛 | 杯赛 | 其他 | 其他 | 总计 | 总计 |
| 俱乐部       | 赛季     | 联赛               | 出场 | 进球 | 出场 | 进球 | 出场 | 进球 | 出场 | 进球 |
| ------------ | -------- | ------------------ | ---- | ---- | ---- | ---- | ---- | ---- | ---- | ---- |
| 杜列辛斯     | 2006–07  | 葡萄牙足球乙级联赛 | 7    | 1    | 1    | 0    | —    | —    | 8    | 1    |
| 杜列辛斯     | 2007–08  | 葡萄牙足球乙级联赛 | 34   | 10   | 1    | 0    | —    | —    | 35   | 10   |
| 杜列辛斯     | 2008–09  | 葡萄牙足球乙级联赛 | 1    | 0    | 1    | 0    | —    | —    | 2    | 0    |
| 杜列辛斯     | 总计     | 总计               | 42   | 11   | 3    | 0    | —    | —    | 45   | 11   |
| 科英布拉大学 | 2008–09  | 葡萄牙足球超级联赛 | 24   | 1    | 6    | 0    | —    | —    | 30   | 1    |
| 科英布拉大学 | 2009–10  | 葡萄牙足球超级联赛 | 22   | 4    | 5    | 2    | —    | —    | 27   | 6    |
| 科英布拉大学 | 2010–11  | 葡萄牙足球超级联赛 | 21   | 2    | 6    | 3    | —    | —    | 27   | 5    |
| 科英布拉大学 | 2011–12  | 葡萄牙足球超级联赛 | 16   | 5    | 5    | 1    | —    | —    | 21   | 6    |
| 科英布拉大学 | 总计     | 总计               | 83   | 12   | 22   | 6    | —    | —    | 105  | 18   |
| 布拉加       | 2012–13  | 葡萄牙足球超级联赛 | 18   | 13   | 7    | 3    | 6    | 0    | 31   | 16   |
| 布拉加       | 2013–14  | 葡萄牙足球超级联赛 | 13   | 3    | 2    | 1    | 1    | 0    | 16   | 4    |
| 布拉加       | 2014–15  | 葡萄牙足球超级联赛 | 29   | 10   | 6    | 3    | —    | —    | 35   | 13   |
| 布拉加       | 总计     | 总计               | 60   | 26   | 15   | 7    | 7    | 0    | 82   | 33   |
| 斯旺西城     | 2015–16  | 英格兰足球超级联赛 | 13   | 0    | 2    | 0    | —    | —    | 15   | 0    |
| 斯旺西城     | 总计     | 总计               | 13   | 0    | 2    | 0    | 0    | 0    | 15   | 0    |
| 里尔         | 2015–16  | 法国足球甲级联赛   | 13   | 6    | 1    | 0    | —    | —    | 14   | 6    |
| 里尔         | 总计     | 总计               | 13   | 6    | 1    | 0    | 0    | 0    | 14   | 6    |
| 生涯总计     | 生涯总计 | 生涯总计           | 211  | 55   | 43   | 13   | 7    | 0    | 261  | 68   |

1. ↑  欧洲冠军联赛
2. ↑  欧足联欧洲联赛

### 国际
最後更新：2016年7月10日
| 葡萄牙 | 葡萄牙 | 葡萄牙 |
| 年份   | 出场   | 进球   |
| ------ | ------ | ------ |
| 2012   | 4      | 0      |
| 2013   | 2      | 0      |
| 2014   | 10     | 0      |
| 2015   | 5      | 1      |
| 2016   | 8      | 3      |
| 总计   | 29     | 4      |

### 国家队进球
最後更新：2016年7月10日（葡萄牙进球列先，比分栏代表埃德尔进球后比分）
| 进球数 | 日期          | 场地                   | 出场次数 | 对手     | 比分 | 赛果 | 赛事                 |
| ------ | ------------- | ---------------------- | -------- | -------- | ---- | ---- | -------------------- |
| 1      | 2015年6月16日 | 瑞士日内瓦日内瓦体育场 | 18       | 義大利   | 1–0  | 1–0  | 友谊赛               |
| 2      | 2016年5月29日 | 葡萄牙波尔图火龙球场   | 24       | 挪威     | 3–0  | 3–0  | 友谊赛               |
| 3      | 2016年6月8日  | 葡萄牙里斯本卢斯球场   | 26       | 爱沙尼亚 | 7–0  | 7–0  | 友谊赛               |
| 4      | 2016年7月10日 | 法国圣但尼法兰西体育场 | 29       | 法國     | 1–0  | 1–0  | 2016年欧洲足球锦标赛 |

## 荣誉

### 俱乐部
科英布拉大学
- 葡萄牙杯：2011–12[37]

布拉加
- 联赛杯：2012–13[37]

### 国家队
葡萄牙
- 欧洲足球锦标赛：2016[36]